# Mo'men
Mo'men (arabe : مؤمن) est une chaine de restauration rapide égyptienne basée au Caire, en Égypte, spécialisée dans les sandwiches.

## Histoire
Ce sont les Frères Mo’men qui ont tout d'abord ouvert un premier restaurant en 1988, dans le quartier d'Heliopolis, avec un capital de 12 000 Livres égyptiennes. C'est durant cette période que l’Égypte s'est ouverte aux marchés internationaux, et beaucoup s'attendaient à l'arrivée de chaines de restaurations américaines tel que McDonald's ou KFC. Et pourtant, des chaines de restaurations telles que Mo'men sont apparues en premier et ont commencé à offrir des services similaires, et voir plus attrayants pour la population égyptienne[réf. nécessaire]. À ce jour, Mo'men est devenue une des plus importantes[réf. nécessaire] chaines de restauration de l’Égypte en termes de ventes et du nombre de clients par restaurant. En effet, 57 restaurants servent en moyenne plus de dix millions de clients par an, ce qui représente le double de ses concurrents égyptiens.

## Les Restaurants
Il existe actuellement 30 restaurants Mo'men en Égypte, qui couvrent la totalité du territoire égyptien notamment Le Caire et l'Alexandrie.
En 2008, Mo'men s'est ouvert au marché international avec de nouvelles franchises en Libye, au Soudan, à Dubaï, au Bahreïn, en Arabie saoudite,  et en Malaisie.

## Ces Usines
En octobre 1999, la construction des usines Mo'men a commencé. Ces usines ont été créées dans un but expansionniste, avec des capacités de production de 1,5 tonne par heure, ce qui en fait une des plus importantes[réf. nécessaire] du Moyen-Orient.

## Investissement
Le 30 juillet 2008, Actis Capital, une entreprise d'investissement américaine, spécialisée dans les marchés émergents, a signé un accord avec Mo'men pour un investissement de 48,5 millions de dollars, cet investissement ayant pour but d'aider l'entreprise à poursuivre son expansion à travers l’Afrique du nord et le Moyen-Orient.